# Medrano (Spanyolország)
Medrano, Spain település Spanyolországban, La Rioja autonóm közösségben. Medrano Navarrete, Entrena, Sojuela, Daroca de Rioja és Hornos de Moncalvillo községekkel határos. Lakosainak száma 355 fő (2024).

## Népesség
A település népessége az elmúlt években az alábbi módon változott:
| Lakosok száma | 206  | 207  | 219  | 283  | 299  | 314  | 304  | 338  | 339  | 355  |
|               | 2001 | 2004 | 2007 | 2009 | 2012 | 2014 | 2017 | 2019 | 2022 | 2024 |